# Roland Tauber
Roland Tauber (* 1939 in Aussig) ist ein deutscher Mediziner und der Entwickler der antegraden skrotalen Sklerosierung, die im Zusammenhang zur Behandlung der Varikozele den Beinamen „Methode nach Tauber“ trägt.
Tauber studierte in München Medizin, wurde Chirurg in Marburg, arbeitete als Urologe in München und wurde Oberarzt in Großhadern. Von 1988 bis 2005 war Tauber Chefarzt im Allgemeinen Krankenhaus Barmbek in Hamburg. Seit 1. September 2005 ist er Chefarzt der urologischen Abteilung der Asklepios Klinik St. Georg in Hamburg.
In seinen Arbeiten beschäftigt er sich mit der Tumorchirurgie und Andrologie. Die Deutsche Gesellschaft für Urologie hat 1993 die Methode der „Antegraden skrotalen Sklerosierung“ als eine Therapie der ersten Wahl empfohlen. 2005 erhielt er den Preis des Präsidenten der Deutschen Gesellschaft für Urologie für sein Lebenswerk.
Im September 2021 veröffentlichte Tauber im Selbstverlag seine Autobiographie „Roland Tauber: Vertrieben – Der weite Weg zum neuen Zuhause“ (ISBN 978-3-00-070170-2).